# Ambjörn Sparling
Ambjörn Sparling, född på 1650-talet troligen på Öijared, Stora Lundby socken, Västergötland, död 1730, var en svensk bildhuggare. 
Han var son till komministern Jonas Ambjörn Kinnerus och Gunilda Andersdotter och gift med Justina Sparling. Han var under 1680-talet bosatt i Daretorps socken, Västergötland och verksam under namnet Ambjörn Jonsson. För Velinga kyrka utförde han 1686 en predikstol. Han flyttade 1689 till Sparlösa socken där hans far varit komminister 1658–1676 och tog sig namnet Sparling efter socken. Han dekorationsmålade kyrkan i Sparlösa 1692.